# Cardamine obliqua
Cardamine obliqua är en korsblommig växtart som beskrevs av Ferdinand von Hochstetter och Achille Richard. Cardamine obliqua ingår i släktet bräsmor, och familjen korsblommiga växter.

## Underarter
Arten delas in i följande underarter:
- C. o. obliqua
- C. o. stylosa